# 新日本建設国民運動
新日本建設国民運動（しんにほんけんせつこくみんうんどう）とは、日本社会党を中心とする片山哲内閣によって呼びかけられた文化上・精神上・生活上の改善・啓発運動である。戦前の国家主義・日本主義を標榜する運動とは別。

## 概要

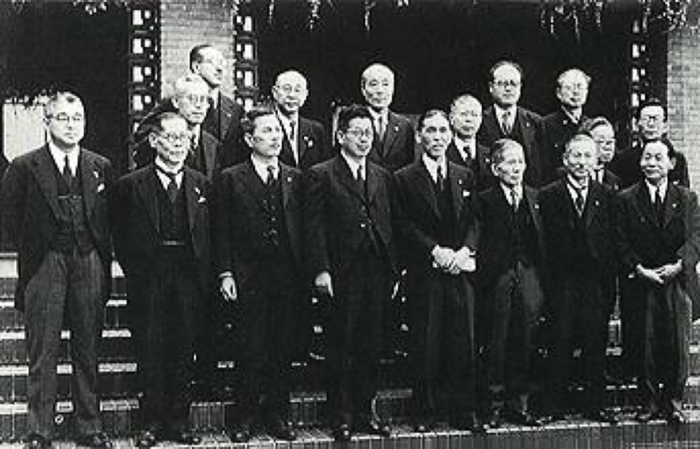
新日本建設国民運動要領を閣議決定した片山内閣の閣僚たち

1947年6月20日の閣議決定「新日本建設国民運動要領」によって基本方針が決定された。
「要領」の推進者として森戸辰男文部大臣の名があげられる。
「要領」には、「祖国再建をめざす積極的な意欲と情熱にみちた力強く新しい精神」、「自立自救の責任感と相互扶助の友愛心」「生活の窮苦に打ち克つ心構え」、「明日の正しく明るく力強い文化日本」など、国民の精神・文化の発揚、自己啓発を強く呼びかけるフレーズが並んだ。
「要領」では、「勤労意欲の高揚」「友愛協力の発揮」「自立精神の養成」「社会正義の実現」「合理的・民主的な生活慣習の確立」「芸術、宗教およびスポーツの重視」「平和運動の推進」という七つの目標を達成するための「新生活国民運動」の展開が呼びかけられた。
「要領」にもとづいて、社会教育連合会（現「全日本社会教育連合会」）編の『新日本建設の道』（印刷局、1948年）といった書籍も出版された。「第1章」を「わが国経済の現状」として、「第2章」以下は、七つの目標から各章が構成された。「勤労意欲の高揚」を戦前最後のILO東京支局長、戦後最初の中央労働委員会事務局長を歴任した鮎沢巌、「友愛・協力の発揮」を教育者の笹森順造、「自立精神の養成」を経済学者の高橋誠一郎、「社会正義の実現」を森戸辰男、「合理的民主的な生活慣習の確立」を婦人運動家の奥むめお、「芸術・宗教及スポーツの重視」を文筆家の新居格、「平和運動の推進」を1946年から新日本建設キリスト運動を開始していた賀川豊彦が書いた。

## 動員の対象
動員の対象とされたのは、各界代表者、学校、学校関係団体、青年団、婦人会、労働組合、農民組合、各種産業団体、法曹団体、文化団体、宗教団体などであった。新聞、雑誌、放送、映画、演劇、音楽、文芸などのメディアの動員も求められた。「要領」は、全国各地に国民運動協議会を開催し、公民館を拠点として、「地方の実情」に応じた「新生活国民運動」の展開を促した。
企業や労働組合には、「勤労者の教育を徹底し、職域を中心とするリクリエーション運動を促進する」ことが求められ、後にこれが企業による家族計画への干渉に繋がっていったとの説がある。
「要領」は、憲法普及会と同会を主体とした、日本国憲法に基づく政治教育運動の推進をうたっていたが、憲法普及会が1947年末に解散したため、実らなかった。一方、新生活運動推進協議会という地域組織が各地につくられ、片山内閣が退陣し、保守合同の後も、地域や企業によっては住民ぐるみ、従業員ぐるみの運動を展開していくことになった。